# Jomfru
 For alternative betydninger, se Jomfru (flertydig). (Se også artikler, som begynder med Jomfru)
En jomfru er en person (oprindeligt kun kvinder), som ikke har haft samleje – med ubrudt mødom (virgo intacta).
Ordet, som kommer af det plattyske junkvrowe (ordret 'ung frue'), brugtes tidligere også i betydningen 'ugift kvinde', på samme vis som det ældre danske ord "mø". Den tilsvarende betegnelse for mænd var junker, derfor er der nogle i dag der bliver kaldt ''junker'' til efternavn. Indtil omkring 1850 var det kun standspersoners ugifte døtre, som betegnedes "frøken". 

## Jomfruelighedens kulturelle betydning
I de fleste og især patriarkalske samfund har kvindelig kyskhed og jomfruelighed været højt værdsat. Piger er delt i to grupper: jomfruerne, der var giftefærdige og dem, som ikke var giftefærdige. Brudens jomfruelighed kunne attesterets ved en førægteskabelig ceremoni, hvor mødommen blev undersøgt og konstateret intakt og/eller ved en inspektion og fremvisning af sengetøjet dagen efter brylluppet for ved blodspor efter brudt mødom at bevise jomfruelighed. I nogle islamiske lande er det stadig sådan. Mødommen har imidlertid til alle tider været et højest usikkert bevis på jomfruelighed, eftersom den kan være brudt af mange andre årsager end samleje, og en pige kan have haft alle mulige andre former for sex end vaginalt samleje. En kvinde, der eksempelvis har dyrket analsex og har bevaret sin mødom, kaldes en demivierge (halvjomfru). I dag laves en mødomsrekonstruktion, der gendanner mødommen; det hedder på engelsk "revirginization" ("genjomfruering").
I flere europæiske lande har en piges jomfruelighed været juridisk beskyttet i den ene eller anden form. I Tyskland kunne en kvinde, der efter samleje var blevet defloreret af en mand, der nægtede at gifte sig med hende op til 1998 sagsøge ham efter § 1300 i privatretten for økonomisk kompensation – kaldet "Kranzgeld" ("kranspenge") – for hendes "reducerede værdi på ægteskabsmarkedet efter hendes defloration".
I nogle kulturer anses defloration som farlig for manden, hvorfor denne handling udføres under en deflorationsceremoni med et specielt deflorationsinstrument eller af en gammel mand typisk høvdingen. I middelalderen fandtes Jus Primae Noctis eller "Droit de seigneur": den lokale godsejer havde ret til at deflorere alle jomfruer på hans ejendom. Figaros Bryllup handler om det.

## Jomfruelighedens religiøse betydning

### Babylon
Den babylonske gudinde Ishtar var på en og samme tid jomfru og skøge. Hendes tempelpræstinder blev anset for at være jomfruer, selv om de havde født flere børn. Børnene kunne så kaldes jomfrufødte.

### Grækenland og Rom
Jomfruelighed har ofte været anset for en dyd, der viste renhed og fysisk selvkontrol, og er en vigtig del af de græske gudinder Athene, Artemis og Hestia. Stjernekonstellationen Jomfruen repræsenterer forskellige hellige jomfruer
I Rom var vestakulten en af de vigtigste og mest respekterede religiøse institutioner. Dens vigtigste element var en gruppe hellige jomfruer, der stod for tilbedelsen af gudinden Vesta. De blev udvalgt som børn og skulle forblive jomfruer i 30 år. Brud på jomfrueligheden blev anset som en fare for hele bysamfundet og straffet med pisk eller døden. Den første vestalinde ved Alba Longa skulle være pisket til døde som straf for at have haft sex.
Guden Mithras var født ved jomfrufødsel.

### Jødedommen
Jomfruelighed optræder første gang i de jødiske skrifter i Første Mosebog, hvor slaven Eliezer søger en hustru til sin herre Abrahams søn, Jakob, og finder Rebekka (Første Mosebog 24:16). Jomfruelighed er et tilbagevendende tema i Bibelen – det israelitiske folk er ofte personificeret som den jomfruelige datter af Israel i den profetiske poesi. Det er en vemodig sætning, da mosebøgerne også fortæller, at Israels (Jakobs) eneste datter Dina var voldtaget inden ankomsten til det forjættede land. Toraen indeholder love om forlovelse, ægteskab og skilsmisse, navnlig bestemmelserne om jomfruelighed i kapitel 22 i Femte Mosebog. Jødisk lov indeholder regler, som navnlig tjener til at beskytte kvindelige jomfruer, men som også beskæftiger sig med, hvordan man bør forholde sig til jomfruer i forbindelse med før-ægteskabelig sex – med eller uden kvindens samtykke.

### Kristendom
I kristendommen er Jesu født ved en jomfrufødsel af Jomfru Maria. I katolsk lære er Jomfru Maria også født ved en jomfrufødsel. Den katolske kirke har også nonneklostre med nonner, der har helliget deres jomfrudom til Guds fremme.

### Islam
I Islam har Allah skabt og befolket Paradis med et stort antal smukke jomfruer, kaldet hourier, som gives til muslimske mænd i efterlivet. Ifølge Islam er jomfruerne i stand til at "genjomfruisere" – opstå som jomfruer igen – hver morgen, selv om manden havde sex med dem dagen før.

## Andre betydninger af jomfru
- En jomfru kan også være en person, der er født i Jomfruens Tegn.
- En jomfru var et torturinstrument eller en henrettelsesmaskine, "jernjomfru" der ved hjælp af et gangspil lukkede sig omkring offeret og borede knive ind i dets krop.
- I maritim sammenhæng er ordet jomfru betegnelsen for en (træ)skive med huller i til at stikke tovværk igennem.

## Afledte ord og begreber
- Smørrebrødsjomfru
- Brolæggerjomfru
- Alt førstegangs som jomfrurejse
- Se også under behøvling, hvor ordet er nævnt

## Reference
- Ordbog over det Danske Sprog